# Parlament Gruzji
Parlament Gruzji składa się ze 150 deputowanych wybieranych według ordynacji mieszanej na 4-letnią kadencję. Sprawuje władzę ustawodawczą, zatwierdza rząd i uchwala budżet.
Od 26 maja 2012 roku siedzibą Parlamentu było Kutaisi. 1 stycznia 2019 roku Parlament powrócił do swojej dawnej siedziby w Tbilisi.
Spikerem parlamentu jest aktualnie Arczil Talakwadze z frakcji Gruzińskie Marzenie-Republikanie.

## Frakcje parlamentarne
Koalicja rządowa - 85
- Gruzińskie Marzenie - 65
- Gruzińskie Marzenie-Wolni Demokraci - 11
- Gruzińskie Marzenie-Republikanie - 9

Opozycja - 65
- Zjednoczony Ruch Narodowy – 45
- Zjednoczony Ruch Narodowy-Większościowcy - 7
- Zjednoczony Ruch Narodowy-Regiony - 7
- Niezrzeszeni - 6